# Hultarp
Hultarp är en by i Nässjö socken och kommun.
Under medeltiden fanns här en marknadsplats som lydde under Jönköpings stad. Byn ligger vid en gammal vägkorsning och här korsades fem socknar: Norra Solberga, Nässjö, Höreda, Björkö och Norra Sandsjö. Här möttes även Tveta, Södra Vedbo, Östra och Västra härad. Sten Sture den äldre försökte 1473 liksom Gustav Vasa 1524 förbjuda marknaden, men den levde vidare till omkring 1620. Marknadsdagen var 1 maj, sankta Valborgs dag.
Här låg även en gammal tingsplats och en tingsten där tingen efter gammalt hållits.
Ett kapell av okänd ålder fanns också på platsen tillägnat sankta Valborg. Det förekommer i dokumenten första gången 1500 som ett kapell utan ordinarie präst. Kapellet förstördes troligen i början av 1600-talet i samband med danskarnas härjningar men återuppfördes vid mitten av 1600-talet, dock utan att tas i bruk, och 1689 sägs kapellet för några år sedan vara nedrasat. Försök att iståndsätta kapellet fortsatte dock fram till 1729, då de sista resterna revs.
Vid sekelskiftet 1900 byggdes en källare på kapellets grundmurar och 1930 raserades muren runt kapellet då en ny lada uppfördes i byn. År 1940 lät Nässjö hembygdsförening och Nässjö Turisttrafikförbund resa en minnessten över marknaden och kapellet och 1941 såg Riksantikvarieämbetet till att de kvarvarande resterna av kapellet skyddades.
En nattvardskalk från 1300-talet som tidigare tillhört Sankt Valborgs kapell i Hultarp finns idag i Nässjö gamla kyrka. En kyrkklocka från kapellet användes fram till slutet av 1800-talet som lillklocka i samma kyrka, innan den hamnade på Historiska museet. Kapellet fick namnge det kapell som 1948 uppfördes i Lövhult.